# Wasserfall

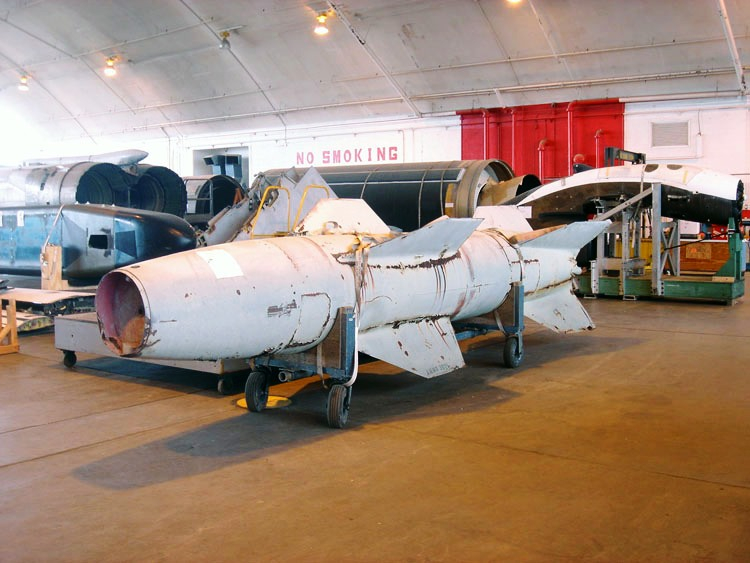
Missile « Wasserfall » exposé au National Museum de l'U.S. Air Force.

Le Wasserfall Ferngelenkte FlaRakete, était un missile surface-air de la Seconde Guerre mondiale développé à Peenemünde en Allemagne. Malgré des études et un développement très avancés, il n'est jamais entré en service.

## Caractéristiques techniques
Le Wasserfall est un missile anti aérien inspiré du concept du V-2, avec une architecture et une forme similaire. Du fait de l'altitude opérationnelle limitée à celle des bombardiers, et de la moindre puissance de la charge explosive nécessaire pour les détruire, il est plus petit que le V2, l'équivalent d'1/4 de sa taille. Le Wasserfall est équipé d'ailerons supplémentaires situés à mi longueur du fuselage, pour augmenter sa manœuvrabilité.
Contrairement au V-2, le Wasserfall est conçu pour être maintenu prêt au tir durant une longue période avant la mise à feu effective, ce qui rend l'oxygène liquide volatil du V-2 inutilisable. Un nouveau moteur a été développé par le Dr Walter Thiel, utilisant du Visol (vinyl isobutyl ether) et du SV-Stoff, ou du « red fuming nitric acid » (RFNA), (94 % acide nitrique, 6 % peroxyde d'azote). Ce mélange hypergolique est injecté dans la chambre de combustion par la pressurisation des réservoirs à l'azote, lui-même contenu dans un réservoir additionnel. Le Wasserfall est lancé à partir de rampes de lancement (nom de code Vesuvius) capables de supporter un écoulement de ce carburant en cas de nécessité.
Le guidage est assuré par un système radio de commande manuelle sur ligne de visée  qui permet un tir de jour uniquement, du fait de la nécessité de voir la cible et le missile pour assurer le guidage. Pour pallier cette limite, un guidage radar (Rheinland) plus élaboré a été étudié. Ce système combine un radar pour détecter la cible et un transpondeur dans le missile pour le repérer en vol par radiogoniométrie. Un calculateur analogique dirige le missile dans le faisceau radar dès le tir pour que l'opérateur puisse voir les deux échos et guider le missile sur sa cible.
Le guidage durant la phase de lancement est assuré par quatre gouvernes en graphite situées dans le flux d'éjection du moteur et, à haute vitesse, par les quatre ailerons situés à la base du fuselage. Les ordres de l'opérateur sont envoyés au missile par l'intermédiaire d'un « Kehl-Strassburg » (nom de code Burgund), le joystick utilisé sur la bombe planante Henschel Hs 293 qui eut quelques résultats significatifs contre les navires alliés en Méditerranée, modifié.
La charge militaire prévue initialement était de 100 kg d'explosifs, mais elle est rapidement remplacée par 306 kg d'explosif liquide. Le but étant de provoquer un fort effet de souffle sur une grande zone dans le box de bombardiers pour détruire plusieurs avions à chaque tir. Pour les tirs de jour, c'est l'opérateur qui déclenche lui-même l'explosion de la charge embarquée.
La conception de ce missile débute en 1941, et est figée le 2 novembre 1942. Les premiers modèles sont testés en 1943, mais le Dr Walter Thiel est tué en août 1943 lors de l'opération Hydra, prélude à l'opération Crossbow de bombardement des sites de production du V-2.

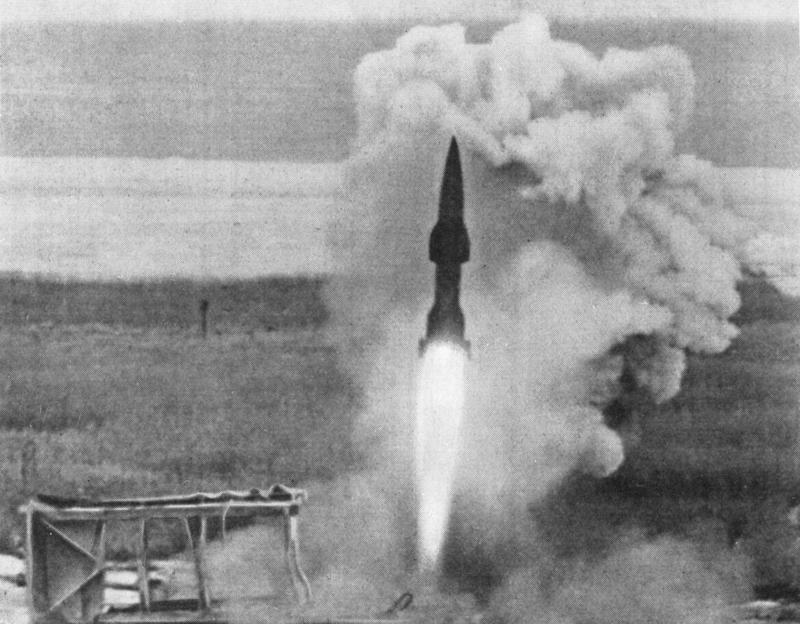
Tir d'essai le 23 septembre 1944 depuis Peenemünde.

Après le tir réussi du troisième prototype le 8 mars 1944, trois tirs d'essai supplémentaires sont réalisés jusqu'à la fin de juin 1944. Un tir a échoué le 8 janvier 1945, le moteur n'ayant pas fonctionné normalement et n'ayant lancé le missile qu'à 7 km d'altitude à une vitesse subsonique. Peu avant l'évacuation de Peenemünde le 17 février 1945, un Wasserfall atteint 770 m/s (2 800 km/h) en vol vertical. Trente cinq Wasserfall ont été tirés au total.
Un V-2 équipé du système de guidage du Wasserfall s'est écrasé en Suède le 13 juin 1944, donnant lieu à l'opération Big Ben par les Britanniques qui proposèrent d'échanger l'épave du V-2 contre des Supermarine Spitfire.

## Discussions
Selon Albert Speer et Carl Krauch, le Wasserfall aurait pu décimer les flottes de bombardiers alliés.
Le projet Wasserfall a suscité peu d'enthousiasme au début de son développement. Albert Speer, le ministre nazi de l'armement et de la guerre, dira plus tard :

« À aujourd'hui, je suis convaincu que le déploiement massif de « Wasserfall » au printemps 1944, combiné à l'utilisation des chasseurs à réaction comme intercepteurs, aurait bloqué les bombardements stratégiques alliés contre notre industrie. C'était possible, après tout nous avons réussi à fabriquer ultérieurement 900 V-2 par mois alors que les ressources étaient déjà très limitées. »

— Albert Speer , Reichsminister für Bewaffnung und Munition (Ministre du Reich pour l'armement et les munitions)